# Referéndum sobre el estatus de San Bartolomé de 1877
A finales de octubre de 1877 se celebró un referéndum sobre la reintegración a Francia en la colonia sueca de San Bartolomé. La isla había sido posesión colonial de Suecia durante casi un siglo, pero tras el referéndum en el que sólo una persona votó en contra de la propuesta, fue devuelta a Francia al año siguiente.

## Antecedentes
La isla había sido parte de las Indias Occidentales Francesas hasta 1784, cuando fue transferida a Suecia a cambio de privilegios comerciales en Gotemburgo. Sin embargo, el mantenimiento de la isla resultó caro para Suecia. El 10 de agosto de 1877 se llegó a un acuerdo sobre la devolución de la isla al control francés, cuyo primer artículo incluía el requisito de un referéndum vinculante.

## Resultados
| Opción    | Votos | %      |
| --------- | ----- | ------ |
| A Favor   | 350   | 99.72  |
| En contra | 1     | 0.28   |
| Total     | 351   | 100.00 |

## Consecuencias
Los resultados se anunciaron el 31 de octubre de 1877. Posteriormente, la Asamblea Nacional francesa aprobó el tratado el 22 de enero de 1878. El 16 de marzo de 1878 la isla pasó a formar parte de la jurisdicción de Guadalupe y permanecería así hasta 2003.